# Сніжко Олександр Вадимович
Олекса́ндр Вади́мович Сніжко́ (нар. 20 серпня 1996, Запоріжжя, Україна) — український футболіст, атакувальний півзахисник хмельницького клубу «Поділля».

## Клубна кар'єра
Вихованець ДЮСШ «Кривбас», де і почав свої перші кроки у футбольній кар'єрі. В ДЮФЛУ виступав за «Кривбас» (Кривий Ріг) та «Дніпро» (Дніпро). Перший тренер — Михайло Іванович Друзь. Впродовж 2013—2015 років виступав у складі ФК «Дніпро» за команду дублерів. У складі якої став переможцем молодіжного чемпіонату України. Але до основного складу команди так і не потрапив. І улітку 2015 року перейшов до складу «Гірника» з міста Кривий Ріг. 23 червня 2016 року отримав статус вільного агента через зняття команди з турніру.
9 липня 2016 року підписав контракт з «Буковиною». У червні 2017 року за обопільною згодою сторін припинив співпрацю із чернівецькою командою та приєднався до складу новоствореного СК «Дніпра-1». У серпні визнаний кращим гравцем 7-го туру Другої ліги 2017/18 за версією Sportarena.com. 3 квітня 2019 року — матч 21-го туру чемпіонату країни у Першій лізі проти луцької «Волині» став для Олександра ювілейним, 50-м, у складі «спортклубівців» в рамках чемпіонатів країни (Перша та Друга ліги). Він став першим футболістом СК «Дніпро-1», який досяг цієї позначки.
У серпні 2020 року перейшов до складу новачка Прем'єр-ліги «Минаю».

## Досягнення
- Півфіналіст кубка України (2): 2017/18, 2018/19
- Переможець Першої ліги України: 2018/19
- Срібний призер Другої ліги України: 2017/18
- Переможець молодіжної першості України: 2014/15

## Статистика
Станом на 20 травня 2019 року
| Клуб                  | Ліга         | Сезон   | Чемпіонат | Чемпіонат | Кубок | Кубок | Дубль | Дубль |
| Клуб                  | Ліга         | Сезон   | Ігри      | Голи      | Ігри  | Голи  | Ігри  | Голи  |
| --------------------- | ------------ | ------- | --------- | --------- | ----- | ----- | ----- | ----- |
| «Дніпро» (Дніпро)     | Прем'єр-ліга | 2013/14 |           |           |       |       | 15    | 0     |
| «Дніпро» (Дніпро)     | Прем'єр-ліга | 2014/15 |           |           |       |       | 23    | 3     |
| «Гірник» (Кривий Ріг) | Перша ліга   | 2015/16 |           |           | 1     | 0     |       |       |
| «Буковина» (Чернівці) | Перша ліга   | 2016/17 | 24        | 1         | 1     | 0     |       |       |
| «Дніпро-1» (Дніпро)   | Друга ліга   | 2017/18 | 30        | 4         | 6     | 2     |       |       |
| «Дніпро-1» (Дніпро)   | Перша ліга   | 2018/19 | 26        | 0         | 4     | 0     |       |       |